# IEC 61131-3
IEC 61131-3是由國際電工委員會（IEC）於1993年12月所制定IEC 61131標準的第3部分，用於規範可程式邏輯控制器（PLC），DCS，IPC，CNC和SCADA的編程系統的標準，應用IEC 61131-3標準已經成為工業控制領域的趨勢。
在PLC方面，編輯軟體只需符合IEC 61131-3國際標準規範，便可藉由符合各項標準的語言架構，進而能建立任何人皆可瞭解的程式。

## 概述
自動化控制是由許多電子與控制器等元件所組成，在90年代之前其控制器不僅佔用空間大，且迴路流程不易修改與維護，可程式控制器的出現使得這些問題得以決解，它也逐漸取代傳統的繼電器元件控制方式，諸多廠商投入可程式控制器的開發，使的可程式控制器的語法也越來越多，造成使用者在不同廠牌間程式轉換不便的困擾。因此，國際電工委員會便開始收集整理各家控制語法，在1993年制定了IEC 61131-3標準以統一可程式控制器的語法。
IEC 61131-3規範的語法提出一套可跨不同目標平台的可程式控制器實現機制。規範中透過模組化的規劃與設計，將控制動作分為邏輯運算與硬體動作兩個部份，邏輯部分以共同的描述格式來統一IEC 61131-3所定義的各語法並加以實現，硬體動作則針對各硬體設計專屬之韌體函式庫，使得控制邏輯可以在各目標平台上使用硬體資源，這樣的設計使不同的控制晶片皆可執行以IEC 61131-3語法所設計的控制動作，而設計人員只需學會IEC 61131-3語法，便可使用所支援的控制晶片進行可程式控制器設計。此外，由於所設計的程式碼可以在不同的目標平台間重複使用，因此，透過自行建立的函式庫及利用重複使用的特性，更可縮短自動化流程的開發時程。

## 程式語言種類
以下詳見於可程式邏輯控制器（PLC）
- 指令表（Instruction List Diagram，ILD）
- 階梯圖（Ladder Diagram，LD）
- 功能區塊圖（Function Block Diagram，FBD）
- 結構化文字（Structured Text Language，STL）
- 順序功能流程圖（Sequential Function Chart，SFC）

## 功用
軟體開發效率之提升
在程序组织单元（Program Organization Units, 簡稱POU)或工作表（worksheets）中的程式設計可使用結構化的設計方法，透過功能及流程的區分建立程式。此方法能讓多位設計師區分出其中的程式設計，而達到大量減少程式建立的時間。

## 外部連結
- 富士電機機器制御株式會社官方網站
- Beginners PLC Primer（页面存档备份，存于）

Forums on LinkedIn

- IEC 1131 Forum Group（页面存档备份，存于）
- TwinCAT Forum Group